# لموئل گالیور
لموئل گالیور (انگلیسی: Lemuel Gulliver)قهرمان داستان و راوی سفرهای گالیور است.طبق رمان سوئیفت ، گالیور در ناتینگهام شایر متولد شد با این حال گفته می شود که خانواده گالیور از آکسفوردشایر آمده بودند گویا برای مدت سه سال (حدود ۱۶۷۵-۱۵۷۸) در کالج امانوئل ، در کمبریج تحصیل کرد و آنجا را به جهت تصدی عنوان شاگردی یک جراح برجسته در لندن ترک کرد. پس از چهار سال (حدود ۱۶۷۸-۱۶۸۲) ، وی برای تحصیل در دانشگاه لیدن ، که یک دانشگاه برجسته و دانشکده پزشکی معروف در هلند بود، رها کرد. وی همچنین در زمینه ناوبری و ریاضیات خود را تحصیل کرد و دانشگاه را در حدود سال ۱۶۸۵ ترک کرد.

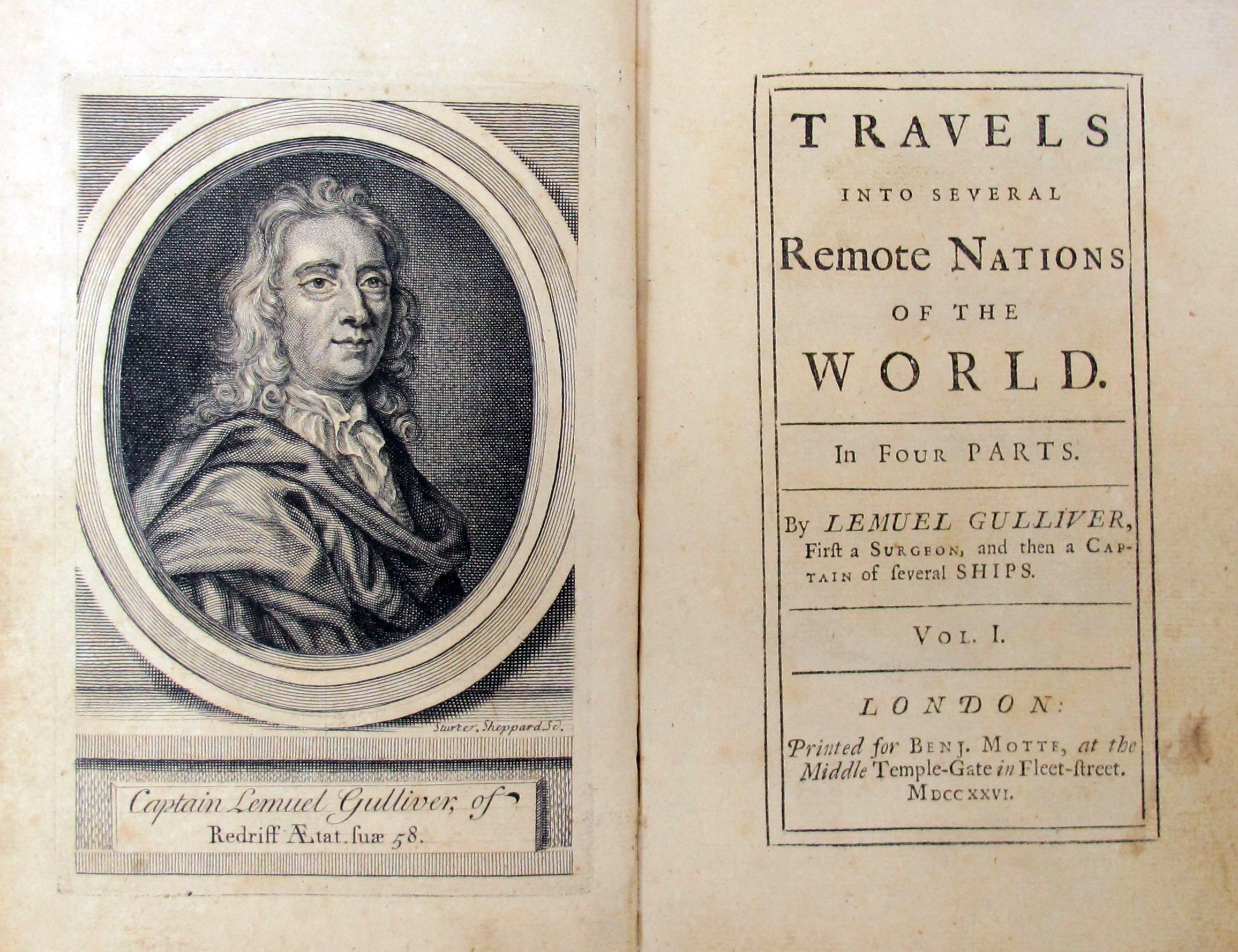
اولین ویراست کتاب سفر های گالیور.